# Prefettura di Haut-Mbomou
La prefettura di Haut-Mbomou è una delle quattordici prefetture della Repubblica Centrafricana. Si trova nella parte orientale del paese, alla frontiera tra Sudan e Repubblica Democratica del Congo. La sua capitale è Obo. 